# Velichov (zámek)
Velichov je zámek ve stejnojmenné obci v okrese Karlovy Vary. Vznikl přestavbou starší tvrze z počátku šestnáctého století, ale dochovaná podoba je výsledkem četných úprav z devatenáctého století. Zámek je chráněn jako kulturní památka.

## Historie
Nejstarším panským sídlem ve Velichově byla stará tvrz, po které se dochovalo tvrziště na jižním okraji vesnice. Na počátku šestnáctého století ji nahradila pozdně gotická vodní tvrz na pravém břehu Petrovského potoka. První písemná zmínka o ní pochází z roku 1528, kdy si ji pronajal Burian Šlik. V šestnáctém století se v jejím držení vystřídali Lorenz Langner, Jošt Traugott z Mangoltu a jeho syn Adam Traugott z Mangoltu. V té době zaniklo již jen formální manství a roku 1578 velichovské panství koupila Lukrécie Šliková, rozená ze Salmu. Po tomto roce byla tvrz přestavěna v renesančním slohu. S výjimkou let 1588–1599, kdy byl majitelem panství Thomas Thüssel z Daltic, patřilo panství až do roku 1651 Šlikům. Na počátku třicetileté války byla v roce 1621 tvrz vypálena císařským vojskem.
Novým majitelem se roku 1651 stal Oliver z Wallisu, který byl ve vojenských službách císaře Ferdinanda II. V roce 1711 panství získal hrabě Jan Kryštof Kager ze Štampachu, který však sídlil na zámku ve Valči. Velichovská tvrz tak přestala být panským sídlem a postupně chátrala i za dalších majitelů. Teprve roku 1747 ji koupil císařský rada a důlní podnikatel Johann Franz Hessler, který nechal do roku 1755 tvrz přestavit na pozdně barokní zámek. Z dalších majitelů byl pro zámek významný zejména karlovarský lékař a lázeňský podnikatel Josef Löschner, který roku 1870 zahájil pseudoklasicistní přestavbu. Po něm se na zámku vystřídali hrabě Franz von Ledebur-Wicheln a vdova Leopoldina Ledebur-Wicheln, rozená z Thun-Hohensteinu. Roku 1924 zámek koupil hrabě Eugen Czernin, který v něm v roce 1935 otevřel lesnickou a zahradnickou školu s internátem. Během druhé světové války byla škola zrušena a nahrazena dětskou zotavovnou. Po válce byl zámek 1. října 1945 hraběnce Josefině Czerninové zabaven a o tři roky později v něm byl otevřen dětský domov pro děti z Řecka a od roku 1954 běžný dětský domov. Pro jeho potřeby byla v letech 1976–1977 provedena adaptace interiéru. V roce 2012 byl zámek, předtím zapsaný v majetku Karlovarského kraje, vydán v rámci restitucí Karlu-Eugenu Czerninovi (* 1956). Státní pozemkový úřad ČR však v roce 2015 z moci úřední nechal obnovit řízení, takže o vlastnictví zámku ani do roku 2018 nebylo definitivně rozhodnuto a objekt chátral.

## Stavební podoba
Podle popisu z roku 1651 měla vysokými zdmi opevněná tvrz čtverhranný půdorys s okrouhlými baštami v rozích. Stavbu obepínal vodní příkop s valem. Po barokní přestavbě měl zámek dvě jednopatrová křídla obdélníkového půdorysu. Průčelí hlavního křídla zdůrazňovaly válcové rizality v obou nárožích. V protějším severním průčelí se nachází vchod do zahrady doplněný atikovým balkonem neseným šesti sloupy. Nad balkonem se zdvihá mohutný trojúhelný štít. Na hlavní budovu navazuje přízemní přístavba spojená otevřenou arkádovou chodbou se zasklenými oblouky.

## Přístup
Nepřístupný zámek se nachází uprostřed vesnice. Kolem vede červeně značená turistická trasa údolím řeky Ohře a přímo u zámku se kříží cyklotrasa č. 6 vedená údolím Ohře a č. 2198, která spojuje Velichov s Ostrovem.